# Židovice (district de Litoměřice)
Pour les articles homonymes, voir Židovice.
Židovice (en allemand : Schidowitz) est une commune du district de Litoměřice, dans la région d'Ústí nad Labem, en Tchéquie. Sa population s'élevait à 383 habitants en 2021.

## Géographie
Židovice se trouve sur la rive gauche de l'Elbe, à 4 km au nord-ouest de Roudnice nad Labem, à 13 km au sud-est de Litoměřice, à 28 km au sud-est d'Ústí nad Labem et à 44 km au nord-nord-ouest de Prague.
La commune est limitée par Hrobce au nord, par l'Elbe et Černěves à l'est, par Roudnice nad Labem au sud et par Nové Dvory à l'ouest.

## Histoire
La première mention écrite du village date de 1390.

## Transports
Par la route, Židovice se trouve à 5 km de Roudnice nad Labem, à 17 km de Litoměřice, à 40 km d'Ústí nad Labem  et à 54 km de Prague.